# Globig-Bleddin
Globig-Bleddin is een plaats en voormalige gemeente in de Duitse deelstaat Saksen-Anhalt, en maakt deel uit van de Landkreis Wittenberg.
Globig-Bleddin telt 594 inwoners.